# Takayuki Komine
Takayuki Komine (小峯 隆幸 Komine Takayuki?, nacido el 25 de abril de 1974 en Saitama) es un exfutbolista japonés. Jugaba de defensa y su último club fue el FC Gifu de Japón.

## Trayectoria

### Clubes
| Club             | País  | Año         |
| ---------------- | ----- | ----------- |
| FC Tokyo         | Japón | 1998 - 2003 |
| Vegalta Sendai   | Japón | 2003        |
| Kashiwa Reysol   | Japón | 2004        |
| Tokushima Vortis | Japón | 2005        |
| FC Gifu          | Japón | 2006 - 2008 |